# La Carne es Débil
La Carne es Débil (título original, en portugués: A Carne é Fraca) es un documental brasileño de 2005 producido por el Instituto Nina Rosa y dirigido por Denise Gonçalves, que trata sobre los derechos de los animales y su explotación como producto de alimentación, así como el impacto que representa para la salud del ser humano y el medio ambiente.
Cuenta con la participación, entre otros, de técnicos ambientales, médicos, pediatras, periodistas como Washington Novaes, Dagomir Marquezi y Flávia Lippi, la socióloga Marly Winckler (presidenta de la Sociedade Vegetariana Brasileira), la veterinaria Rita de Cássia Garcia y el exboxeador Éder Jofre.